# Чорторийський заказник
Чортори́йський зака́зник — орнітологічний заказник місцевого значення в Україні. Розташований у межах Кіцманського району Чернівецької області, на схід/північний схід від села Чортория. 
Площа 57,9 га. Статус надано 1999 року. Перебуває у віданні ТзОВ «Либідь» і Брусницької сільської ради. 
Статус надано з метою збереження каскаду з п'яти ставів, які є місцем гніздування і зимівлі лебедів та інших водоплавних птахів. 